# William W. Chalmers

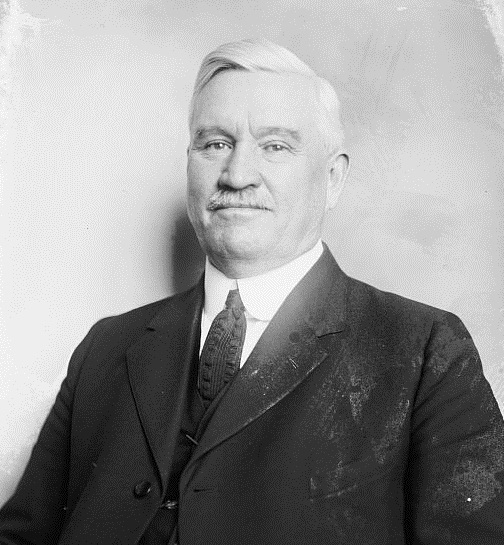
William W. Chalmers

William Wallace Chalmers (* 1. November 1861 in Strathroy, Ontario, Kanada; † 1. Oktober 1944 in Indianapolis, Indiana) war ein US-amerikanischer Politiker. Zwischen 1921 und 1931 vertrat er zweimal den Bundesstaat Ohio im US-Repräsentantenhaus.

## Werdegang
Im Jahr 1865 kam William Chalmers aus seiner kanadischen Heimat nach Michigan, wo sich die Familie im Kent County nahe Grand Rapids niederließ. Er besuchte die öffentlichen Schulen seiner neuen Heimat und die Michigan State Normal School. Im Jahr 1887 absolvierte er die University of Michigan in Ann Arbor. Danach war er bis 1889 am Eureka College in Illinois. Bis 1890 arbeitete er als Lehrer in den öffentlichen Schulen seiner Heimat. Von 1890 bis 1898 war er als Schulrat für die öffentlichen Schulen in Grand Rapids verantwortlich. Zwischen 1898 und 1905 übte er die gleiche Tätigkeit in Toledo (Ohio) aus. Nebenbei setzte er bis 1904 seine eigene Ausbildung an der Heidelberg University in Tiffin fort. Im selben Jahr wurde er Präsident der Toledo University. Zwischenzeitlich übte Chalmers auch verschiedene andere Berufe aus. So war er in der Landwirtschaft, im Holzgeschäft, in der Versicherungsbranche und auf dem Immobilienmarkt tätig. Politisch schloss er sich der Republikanischen Partei an.
Bei den Kongresswahlen des Jahres 1920 wurde Chalmers im neunten Wahlbezirk von Ohio in das US-Repräsentantenhaus in Washington, D.C. gewählt, wo er am 4. März 1921 die Nachfolge von Isaac R. Sherwood antrat. Da er im Jahr 1922 seinem Vorgänger Sherwood unterlag, konnte er bis zum 3. März 1923 zunächst nur eine Legislaturperiode im Kongress absolvieren. Bei den Wahlen des Jahres 1924 wurde er erneut im neunten Distrikt seines Staates in den Kongress gewählt, wo er am 4. März 1925 Isaac Sherwood wieder ablöste. Nach zwei Wiederwahlen konnte er bis zum 3. März 1931 drei weitere Legislaturperioden im US-Repräsentantenhaus verbringen. Seit 1929 war auch die Arbeit des Kongresses von den Ereignissen der Weltwirtschaftskrise geprägt.
Im Jahr 1932 wurde William Chalmers von seiner Partei nicht mehr zur Wiederwahl nominiert. Nach dem Ende seiner Zeit im US-Repräsentantenhaus ist er politisch nicht mehr in Erscheinung getreten. Er starb am 1. Oktober 1944 in Indianapolis, wo er auch beigesetzt wurde.